# Лісний Городок
Лісни́й Городо́к (рос. Лесной Городок) — селище у складі Читинського району Забайкальського краю, Росія. Адміністративний центр Ліснинського сільського поселення.

## Населення
Населення — 1368 осіб (2010; 1541 у 2002).
Національний склад (станом на 2002 рік):
- росіяни — 96 %